# 포천성당
포천성당은 경기도 포천시에 있는 로마 가톨릭교회 성당이다.